# Magistratura (storia romana)
La magistratura (dal latino magister = maestro), nell'antica Roma indicava il complesso di organi istituzionali sottoposti alla titolarità di funzionari pubblici, volti principalmente all'amministrazione della giustizia. Nell'antica Roma l'ordine sequenziale delle cariche pubbliche fu detto, in epoca repubblicana, cursus honorum.
Durante il periodo regio, il Rex (Re) era il principale detentore del potere esecutivo. Il suo potere, in pratica, era assoluto. Egli era il capo dei sacerdoti romani (pontifex maximus), il legislatore, il giudice, ed il comandante assoluto dell'esercito romano. Quando il Re moriva, il suo potere tornava al Senato, il quale sceglieva un Interrex per facilitare l'elezione del nuovo sovrano. Durante il passaggio dalla monarchia alla Repubblica, l'equilibrio costituzionale del potere venne spostato dal potere esecutivo del Re a quello del Senato.
Dopo la cacciata dei re, con l'avvento della Repubblica (509 a.C.), il potere detenuto dal re fu trasferito a due consoli, che erano eletti annualmente. I magistrati romani erano ora eletti dallo stesso Popolo di Roma, ed erano titolari di un grado di potere, chiamato "maggior potere" (maior potestas). Il dittatore aveva "maggior potere" rispetto agli altri magistrati, dopo di lui c'era il censore, poi il console (consul), il pretore (praetor), l'edile ed il questore (quaestor). Ogni magistrato poteva poi opporre il suo "veto" ad un'azione che fosse stata presa da un altro magistrato di pari grado o inferiore. Per definizione il tribuno della plebe e gli edili plebei non erano tecnicamente dei magistrati fino a quando furono eletti dai plebei, e come tali, erano indipendenti da tutti gli altri magistrati.
Durante il periodo di transizione dalla Repubblica all'Impero, l'equilibrio costituzionale del potere viene spostato dal Senato al potere esecutivo (l'imperatore romano). Teoricamente, il Senato eleggeva ogni nuovo imperatore, in pratica ogni imperatore sceglieva il suo successore, anche se la scelta fu spesso annullata da parte dell'esercito, della guardia pretoriana o con lo scoppio di una guerra civile. Il potere dell'imperatore (il suo imperium) esisteva in teoria, grazie al suo stato giuridico. Le due più importanti componenti del suo imperium erano la tribunicia potestas e i poteri proconsolari. In teoria, almeno i poteri tribunizi (che erano simili a quelli dei tribuni della plebe del periodo repubblicano) diedero all'imperatore l'autorità sul governo civile di Roma, il potere proconsolare (simile a quello dei governatori militari o dei proconsoli, sotto la vecchia repubblica) gli diedero l'autorità sopra le forze armate; mentre questa distinzione risultò sufficientemente evidente durante il periodo alto imperiale, alla fine venne perduta ed i poteri dell'imperatore divennero meno costituzionali e più monarchici. I magistrati tradizionali che sopravvissero alla fine della Repubblica furono i consoli, i pretori, i tribuni della plebe, gli edili, i questori ed i tribuni militari. Marco Antonio abolì la carica di dittatore e magister equitum durante il suo consolato del 44 a.C., mentre le cariche di interrex e censore vennero abolite poco dopo.

## In generale romano

### Funzioni
L'annualità delle cariche derivò dal timore che la gestione di una carica, protraendosi oltre un anno, potesse indurre chi l'occupava a crearsi, come oggi si direbbe, una situazione di potere, tale da costituire un pericolo per la libertà degli altri cittadini. Le cariche pubbliche erano chiamate comunemente onori (honores), e la legge non prevedeva compensi per coloro che le ricoprivano. Il cittadino doveva aspirare alla carica in sé e contentarsi del prestigio che gliene sarebbe derivato, senza alcun profitto materiale.
Un magistrato non poteva essere deposto dalla carica prima che scadesse il tempo stabilito per la sua durata e, sebbene potesse essere processato per comportamento illecito, ciò in pratica non accadeva mai. Uscito però di carica, il magistrato tornava ad essere un cittadino qualunque e poteva quindi essere chiamato in tribunale a rendere conto di quanto aveva operato durante la carica.

### Tipologia dei magistrati

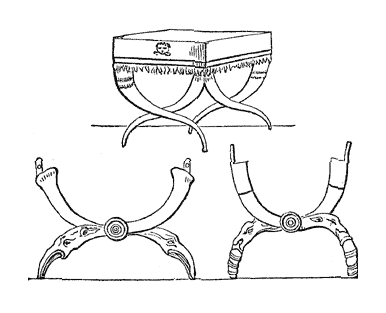
La sedia curule era il simbolo di potere delle più alte cariche magistratuali

Vi erano magistrati curuli e non, ovvero il magistrato poteva sedere o meno sulla sella curulis, poltrona intarsiata di avorio, che ricordava il currus o carro reale di cui al tempo della monarchia facevano uso i re. I magistrati non curuli sedevano su un semplice sgabello (subsellium). Infine le magistrature si distinguevano in straordinarie e ordinarie. Erano magistrati straordinari: il dittatore con il maestro di cavalleria, ordinari tutti gli altri. I consoli, i pretori e i dittatori in quanto occupavano cariche con imperium si facevano precedere da littori portanti fasci di verghe con la scure, quali simboli del potere; i consoli erano preceduti da dodici littori, i pretori da due in Roma e da sei fuori; i dittatori da ventiquattro. I magistrati curuli portavano nei giorni comuni una toga orlata da una striscia di porpora (toga praetexta) che era indossata anche dai bambini, mentre nei giorni festivi indossavano una toga tutta di porpora; gli altri magistrati non portavano nessun distintivo particolare.
Si distinguevano, fra i magistrati, due categorie: i magistrati cum imperio, e magistrati sine imperio. Si tratta di un potere di stampo militare che, come denuncia il suffisso -ium, ha natura dinamica, e che conferisce al suo titolare la facoltà di impartire ordini ai quali i destinatari non possono sottrarsi, con conseguente potere di sottoporre i recalcitranti a pene coercitive di natura fisica (fustigazione, e nei casi più gravi, decapitazione) o patrimoniale (multe). Simboli esteriore di questo potere sono i "fasci littori".
Tra questi furono magistrati sine imperio, vale a dire: i questori, gli edili i tribuni della plebe, i duumviri, i tre tresviri monetales, i decemviri sacris faciundis, i decemviri agris dandis adsignandis, i decemviri stlitibus iudicandis, i triumviri capitales, i curatores viarum, i quattuorviri viarum curandarum e i triumviri coloniae deducendae. Al contrario erano magistrati cum imperio, il pretore, i due consoli, i censori, i proconsoli, i propretori, il dittatore, il magister equitum, i triumviri rei publicae constituendae causa consulari potestate, i decemviri legibus scribundis consulari imperio, i tribuni militum consulari potestate e l'interrex.

## Analisi per periodo storico

### Magistrati esecutivi in epoca regia (753-509 a.C.)

#### Rex

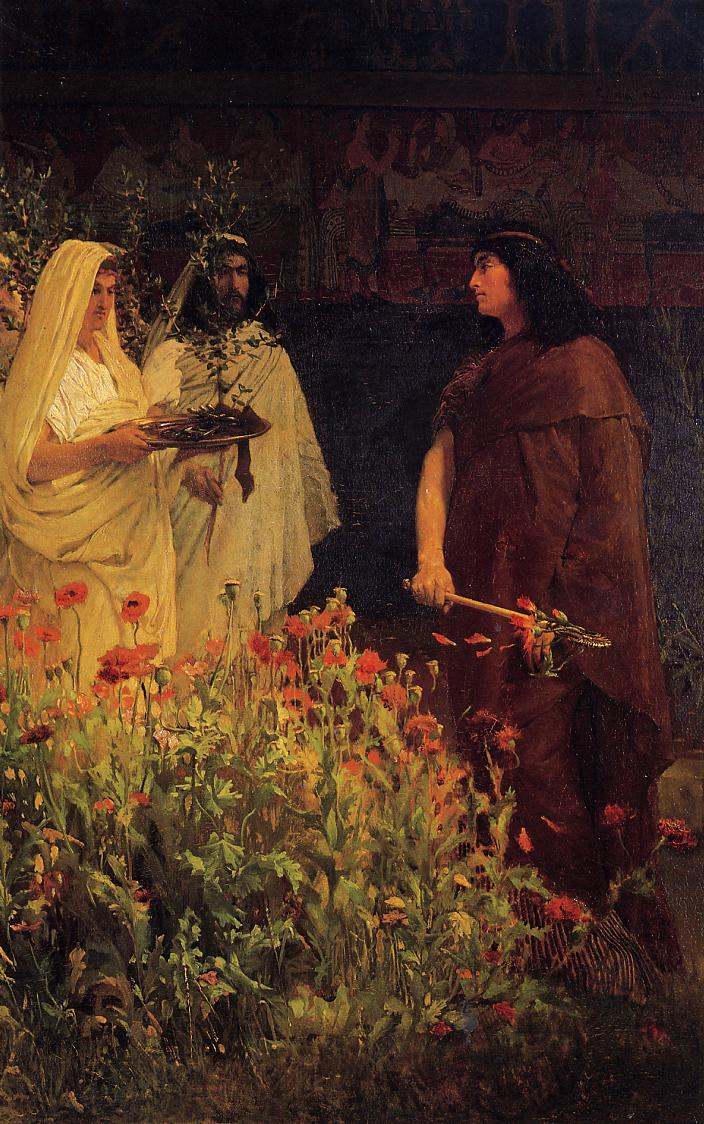
Tarquinio il Superbo, da un dipinto di Lawrence Alma-Tadema.

Durante il periodo regio, il rex era il principale magistrato esecutivo. Egli era a capo del potere esecutivo, di quello sacerdotale, legislativo, di giudice, dell'esercito.
I suoi poteri si basavano sulla legge e sulla giurisprudenza precedente. Riceveva questi poteri solo attraverso un processo politico di nomina, detto creatio. Secondo quanto racconta Sallustio, il grado legale di autorità (imperium) posseduto dal Rex era conosciuto come imperium legitimum (comando legittimo). ciò probabilmente significava che la sola restrizione che poteva avere era di osservare i precedenti usi e costumi (mos maiorum). Questo significa, per esempio, che poteva consultarsi con il Senato prima di prendere una decisione, anche se ciò non era gli era necessariamente richiesto. In pratica il Rex non aveva reali restrizioni al suo potere. Allo scoppio della guerra, esercitava il potere esclusivo di organizzare e raccogliere le truppe, di selezionare i comandanti dell'esercito e di condurre la campagna militare come ritenesse opportuno. Controllava e gestiva tutte le proprietà tenute dallo Stato, aveva il potere esclusivo di distribuire i territori ed il bottino di guerra. Fu il principale rappresentante della città durante i rapporti con gli Dei e con i leader delle altre comunità/popolazioni limitrofe, potendo emanare una legge per decreto unilaterale. Qualche volta sottoponeva i suoi decreti ad una cerimonia di ratifica del Popolo o del Senato di Roma, anche se un rifiuto non gli impediva l'emanazione del decreto. Il re, talvolta, subiva una qualche restrizione ai suoi poteri: doveva osservare i precedente usi e costumi nel rispetto della tradizione (mos maiorum).
Il re sceglieva anche i numerosi ufficiali che lo assistevano, ed in modo unilaterale concedeva loro il potere. Quando il re lasciava la città, un prefetto Urbano veniva posto a capo della città, al posto del re assente. Il re disponeva, inoltre, di due questori come suoi assistenti generali, mentre numerosi altri ufficiali lo assistevano nei casi di tradimento. In guerra, il re comandava occasionalmente solo la fanteria e delegava il comando della cavalleria al comandante della sua guardia personale, il tribuno dei celeres. E se il re poteva unilateralmente dichiarare guerra, di solito preferiva che tali dichiarazioni venissero ratificate dall'assemblea popolare.
Inoltre, egli di solito preferiva non decidere su questioni che si occupavano di diritto di famiglia, lasciando che di ciò se ne occupasse l'assemblea popolare. E mentre il re aveva potere assoluto sui tribunali civili e penali, probabilmente presiedette ad un solo caso nelle sue fasi iniziali (in iure), rinviando quindi la causa ad uno dei suoi assistenti (un iudex) per l'insediamento. Nei casi penali di maggior importanza, il re poteva riferire al popolo, radunato in assemblea, per il giudizio. Inoltre, il re di solito riceveva l'autorizzazione dalle cariche sacerdotali, prima di introdurre nuove divinità.

#### Altre cariche

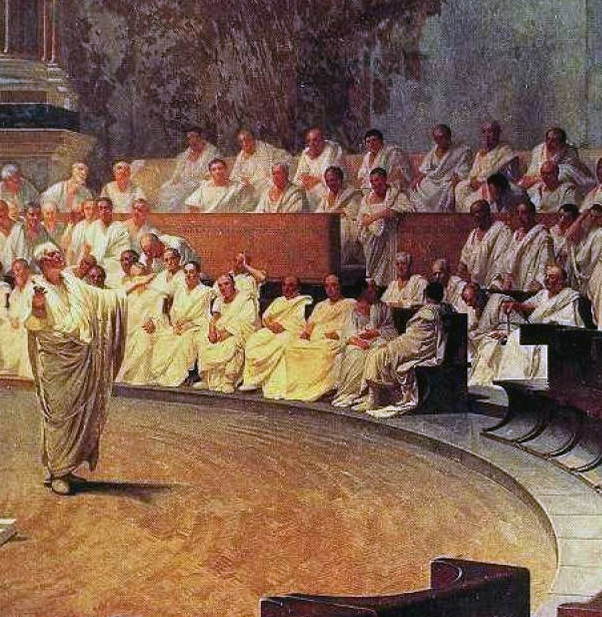
Rappresentazione di una tipica seduta del Senato di Roma antica (affresco di Cesare Maccari del XIX secolo)

Il periodo tra la morte di un re e la nomina di uno nuovo, era chiamato interregnum. Durante questo periodo il Senato eleggeva un senatore che ricoprisse il ruolo di interrex, per facilitare la nomina di un nuovo re. L'Interrex era sempre un patrizio e rimaneva in carica per soli cinque giorni, venendo sostituito da un altro interrex dopo tale periodo, e così di seguito fino a quando un nuovo Rex non era nominato. Il significato di Interrex era letteralmente Rex ad interim. Quest'ultimo, a differenza del re, rimaneva in carica per soli cinque giorni. L'Interrex deteneva la stessa autorità giuridica e gli stessi poteri del re (imperium). Poteva, per esempio, emanare un decreto, legiferare, comandare l'esercito e presiedere alle assemblee popolari e del Senato.
Una volta che l'interrex trovava un candidato adatto a regnare, presentava la sua candidatura al Senato per l'approvazione iniziale. Se il Senato votava in favore della sua nomina, questa persona doveva presentarsi davanti al Popolo di Roma nei comizi curiati. Dopo la nomina era eletto dall'assemblea popolare, mentre il Senato ratificava la nomina tramite decreto (senatus consultum), grazie all'auctoritas patrum. Dal momento che ogni candidato era scelto da un membro del senato (Interrex), l'auctoritas patrum funzionava soprattutto come salvaguardia contro un Interrex dalla testa dura. Quest'ultimo poi dichiarava formalmente la nomina del nuovo re, il quale poco dopo chiedeva gli auspici (ricerca rituale di presagi degli dei), ed era investito dell'autorità regale (imperium) dall'assemblea popolare, attraverso il passaggio conosciuto come la lex curiata de imperio. In teoria, il re era eletto dal popolo, ma in pratica era il Senato che aveva il potere per la sua nomina. L'assemblea popolare non poteva, infine, selezionare un candidato come Rex. E se potevano votargli contro, era improbabile che potessero averne uno loro.
Il Rex sceglieva i numerosi magistrati che lo assistevano, unilateralmente, e concedeva loro i poteri. Quando il re lasciava la città, il suo posto era occupato da un prefetto urbano (praefectus urbi), fino al suo ritorno. Il re disponeva, inoltre, di due questori (quaestores parricidii) come assistenti generali, mentre altri e numerosi magistrati lo assistevano nei casi di tradimento (duumviri perduellionis). In guerra, il Rex, che occasionalmente comandava solo la fanteria, delegava il comando della cavalleria al comandante della sua guardia personale, il tribunus celerum. Nella prima repubblica, questa formula venne ricreata nella versione del dittatore (magister peditum, "comandante della fanteria") e del suo subordinato, il magister equitum ("comandante della cavalleria").

### Magistrati esecutivi in epoca repubblicana (509-31 a.C.)

Organigramma delle magistrature di epoca repubblicana

#### Grado
I magistrati erano eletti dal popolo di Roma, che consisteva in plebei (gente comune) e patrizi (aristocratici). Ogni magistrato era investito di un certo grado di potere, denominato maior potestas (maggior potere), a seconda del ruolo che ricopriva. Il dittatore si trovava nella fascia più elevata della gerarchia delle magistrature repubblicane ed aveva un "maggior potere"; ma era originariamente destinato ad essere solo una carica temporanea per i momenti di emergenza dello stato. Dopo il dittatore vi era il censore (il quale, sebbene fosse il più alto in grado magistrato ordinario, in virtù del suo prestigio, aveva poco potere reale), poi il console (consul), il pretore (praetor), l'edile ed il questore (quaestor). Ogni magistrato poteva poi opporre il suo "veto" ad un'azione che fosse stata presa da un altro magistrato di pari grado o inferiore. Nel caso in cui questo "veto" si verificava tra due magistrati di pari rango, come ad esempio tra due pretori, ciò si chiamava potestas par (ovvero negazione dei poteri). Per evitare che si verificasse una condizione del genere, i magistrati usavano il principio dell'alternanza, assegnando le responsabilità a sorte o per anzianità, o dando a certi magistrati il controllo su determinate funzioni. Se questa forma di "veto" succedeva contro un magistrato di rango inferiore, questa azione era chiamata intercessio, dove il magistrato letteralmente interponeva il suo rango più elevato per ostacolare il magistrato più basso grado. E benché i tribuni della plebe (così come gli edili plebei), non fossero tecnicamente dei magistrati, essi erano eletti solo tra i plebei. Così come nessun magistrato ordinario poteva porre alcun "veto" contro le loro azioni, potendo invocare la loro sacrosanctitas della loro persona. Se infatti uno non rispettava le loro decisioni, in qualità di tribuni della plebe, questi potevano interporre la loro sacrosanctitas della sua persona (intercessio tribunicia) per porre fine ad una particolare azione. Ogni resistenza contro un tribuno era allora considerata come somma offesa alla res publica.

#### Potere
Solo i cittadini romani (sia plebei, sia patrizi) avevano il diritto di dare ai singoli magistrati i loro poteri (potestas). Il più importante di questi poteri costituzionali era l'imperium, che era detenuto solo dai consoli (magistrati in capo) e dai pretori (secondi in grado tra i magistrati ordinari, dopo i consoli), i cosiddetti Magistrati maiores.
Definito in senso stretto, l'imperium dato ad un magistrato, rappresentava il potere di comandare una forza militare. Definito più in generale, rappresentava l'autorità costituzionale di impartire ordini, sia in ambito militare, sia diplomatico, civile, o di altro tipo. Questo potere era al massimo grado quando il magistrato si trovava fuori dalle mura cittadine di Roma. Quando invece si trovava nell'Urbe (pomerium), il magistrato doveva cedere il suo imperium, affinché la libertà (libertas) potesse essere massimizzata. I magistrati con imperium sedevano sulla sedia curule, erano assistiti da littori (guardie del corpo) che portavano anche i fasces che simboleggiavano il potere per punire o eseguire gli ordini. Solo un magistrato con imperium poteva indossare una toga bordata (Toga praetexta) ed ottenere il trionfo.
Tutti i magistrati avevano il potere di coercizione (coercitio), che era utilizzata per mantenere l'ordine pubblico. Un magistrato aveva molti modi con cui esercitare il proprio potere. Esempi sono di ordinare la fustigazione, il carcere, le multe, la riduzione in schiavitù, l'esilio, qualche volta anche la dell'abitazione di una persona o anche di fare promesse e giuramenti. A Roma, tutti i cittadini avevano una protezione assoluta contro la coercitio, che veniva chiamata provocatio, che permetteva a ciascun cittadino di fare appello contro qualsiasi punizione. Il potere, invece, di coercitio al di fuori della città di Roma era assoluto. I magistrati avevano anche il potere ed il dovere di scoprire i presagi dagli dei (auspicia), da utilizzare contro gli avversari politici. Con la pretesa di testimoniare un presagio, un magistrato poteva giustificare la sua decisione di porre fine ad un potere legislativo o una riunione del senato, o porre il veto contro un collega. Mentre i magistrati avevano accesso ai documenti oracolari, i libri Sibillini, raramente li consultavano e comunque solo dopo aver individuato qualche presagio. A tutti i magistrati più anziani (consoli, pretori, censori e tribuni della plebe) era richiesto di cercare attivamente i presagi diretti ad un destinatario definito (auspicia impetrativa); avere presagi diretti a chiunque (auspicia oblativa) avevano generalmente un significato incerto. I presagi potevano apparire mentre si osservava il cielo, studiando il volo degli uccelli, con lo studio delle viscere degli animali sacrificati. Quando un magistrato riteneva di aver assistito a un presagio, di solito chiedeva ad un sacerdote (augur) di interpretare il presagio. Ad un magistrato veniva richiesto di cercare presagi mentre presiedeva una riunione legislativa o del senato, mentre si preparava una guerra.
Una delle caratteristiche dei poteri dei magistrati romani era la collegialità (collega), il che significava che ogni carica magistrale doveva essere tenuta simultaneamente da almeno due persone. Per esempio i due consoli dovevano servire insieme. Il controllo sul potere del magistrato di coercitio era la provocatio, che era una prima forma di un giusto processo (habeas corpus). Ogni cittadino romano aveva il diritto assoluto di impugnare qualsiasi decisione di un magistrato, davanti ad un tribuno plebeo. In questo caso i cittadini potevano invocare la formula giuridica della provocatio ad populum, che richiedeva al magistrato di attendere che un tribuno intervenisse, e prendesse una decisione. Qualche volta, il caso era portato davanti al collegio dei tribuni, e qualche altra volta davanti al concilio della Plebe (assemblea popolare). Dal momento che nessun tribuno poteva mantenere i suoi poteri al di fuori della città di Roma, qui il potere di coercizione era assoluto. Un ulteriore controllo sul potere di un magistrato era quello chiamato di provincia, che richiedeva una divisione delle responsabilità.
Una volta che la magistratura annuale volgeva al termine, il magistrato doveva attendere dieci anni prima di poter ricoprire nuovamente la stessa carica magistratuale. Dal momento che questo fatto creò problemi ad alcuni magistrati (in particolare a consoli e pretori), questi ultimi vedevano, di tanto in tanto, estesi i loro poteri di comando (imperium), attraverso una proroga (prorogatio), che premetteva loro di mantenere i poteri della carica come promagistrati. Il risultato era che tornavano normali cittadini privati, senza più detenere la carica di console o pretore, ma poco dopo, utilizzavano questo potere (imperium) come governatori provinciali

#### Magistrati ordinari

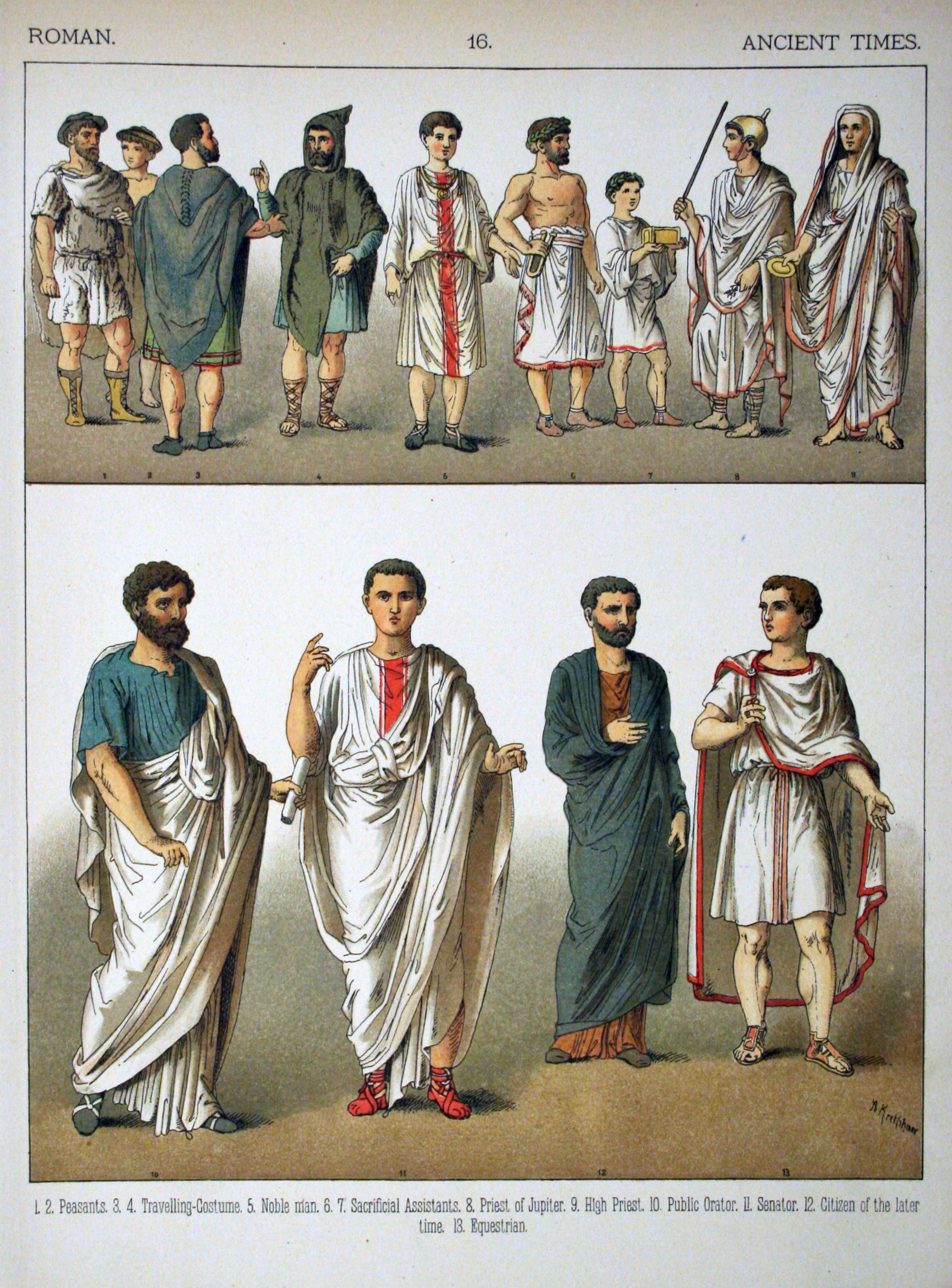
Rappresentazione di alcuni abiti tipici dei magistrati romani

- I due consoli della Repubblica erano coloro con il maggior potere[37] erano eletti ogni anno (da gennaio a dicembre) dai comizi centuriati[37] e detenevano il supremo potere sia in materia civile sia militare.[47] Dopo la loro elezione, ottenevano l'imperium dall'assemblea. Se un console moriva durante l'anno in carica, un altro console (consul suffectus), veniva eletto per completare la durata del mandato.[38] Durante l'anno, uno dei due consoli era superiore in grado rispetto all'altro, e questa graduatoria tra i due Consoli veniva capovolta ogni mese.[38][48] Una volta terminato il mandato, deteneva il titolo onorifico di "consulare" in senato, ma doveva attendere dieci anni prima di poter essere rieletto nuovamente al consolato.[49] I consoli avevano il potere supremo sia in materia civile sia in quella militare, e ciò era dovuto in parte al fatto che erano i magistrati ordinari più alti in grado e quindi con maggior Imperium (potere di comando). A Roma, il console era a capo del governo romano e, poiché rappresentava la massima autorità di governo, anche di tutta una serie di funzionari e magistrati della pubblica amministrazione, a cui erano delegate varie funzioni. I consoli presiedevano le sedute del Senato romano e le assemblee cittadine, avendo la responsabilità ultima di far rispettare le politiche e le leggi adottate da entrambe le istituzioni.[50] Il console era anche il capo della diplomazia romana, potendo effettuare affari con le popolazioni straniere e facilitando le interazioni tra gli ambasciatori stranieri e il Senato. A fronte di un ordine da parte del senato, il console diveniva responsabile per l'adunata delle truppe ed il comando di un'armata.[50] I consoli, disponendo della suprema autorità in campo militare, dovevano essere dotati di risorse finanziarie adeguate da parte del Senato per condurre e mantenere i loro eserciti.[51] Mentre erano all'estero, il console aveva un potere assoluto sui suoi soldati e su ogni provincia romana.[50]
- I pretori amministravano la legge, comandavano anche le armate provinciali[52] ed eventualmente presiedevano i tribunali. Di solito si candidavano con i consoli di fronte all'assemblea dei comizi centuriati. Dopo essere stati eletti, gli veniva conferito l'imperium dall'assemblea. In assenza di entrambi i consoli dalla città, senior e junior, il pretore urbano governava Roma, e presiedeva l'assemblea del Senato e le altre assemblee romane.[52] Altri pretori avevano responsabilità all'estero, e spesso agivano come governatori di provincia.[53] Fino a quando i pretori tenevano l'imperium, essi potevano comandare un esercito.[54]
- Un altro magistrato era il censore, che era preposto al censimento ogni cinque anni, durante il quale poteva nominare nuovi senatori o anche eliminarne di vecchi.[55][56] Ne venivano eletti due per una durata di diciotto mesi. E poiché la censura era la carica più prestigiosa tra tutte quelle ordinarie, normalmente solo gli ex-consoli potevano ricoprire questo incarico.[57] I censori erano eletti dai comizi centuriati, dopo che i consoli ed i pretori dell'anno avevano iniziato il loro mandato. Dopo che i censori erano stati eletti, i comizi centuriati gli concedevano il potere censorio.[58] Non avevano l'imperium e neppure erano accompagnati dai littori. In aggiunta non avevano il potere di convocare il Senato o le assemblee romane. Tecnicamente essi si trovavano al di sopra di una classifica tra i magistrati ordinari (compresi consoli e pretori). Questa classifica, tuttavia, fu il risultato solo del loro prestigio, piuttosto che un sul reale potere che avevano. Dal momento che si poteva abusare facilmente di questa carica (a causa del suo potere su ogni cittadino), venivano eletti solo gli ex consoli (normalmente patrizi). Questo fu il motivo per cui la carica ebbe un particolare prestigio. Le loro azioni non potevano essere bloccate con il veto, a parte quello dei tribuni della plebe o di un collega censore.[57] Nessun magistrato ordinario poteva, infatti, porre il proprio veto contro un censore, poiché nessun magistrato ordinario gli era tecnicamente superiore per grado. I tribuni, in virtù della loro sacrosanctitas, come rappresentanti del popolo, potevano invece porre il proprio veto contro qualunque atto o chiunque, compresi i censori, i quali, di solito, potevano agire disgiuntamente; nel caso in cui un censore volesse ridurre lo status di cittadino nel corso del censimento, doveva chiedere conferma anche al suo collega, non potendo in questo caso agire da solo.[48] Un censore poteva anche multare un cittadino, o anche vendere le sue proprietà,[55] come punizione per aver eluso un censimento o per aver compiuto una registrazione falsa. Altre azioni che potevano comportare una pena censoria erano le coltivazioni agricole abbandonate, l'essersi sottratto al servizio militare, la violazione dei doveri civili, gli atti di corruzione o ingenti debiti. Un censore poteva assegnare un cittadino ad un'altra tribù, o mettere una  nota di demerito a fianco del nome del cittadino nel registro del censimento. Più tardi, una legge (leges Clodiae) permise ai semplici cittadini di fare ricorso contro la nota censoria.[59] Una volta che il censimento veniva completato, veniva predisposta da uno dei censori una cerimonia di purificazione (lustrum), che produceva tipiche preghiere per i cinque anni successivi. Si trattava di una cerimonia religiosa che certificava la fine del censimento, e che avveniva davanti ai comizi centuriati.[56] Ancora i censori avevano numerosi doveri, compresa la gestione degli appalti pubblici e il pagamento di coloro che svolgevano questi lavori per la res publica. Qualsiasi atto generato dal censore che richiedesse una spesa di denaro pubblico (aerarium) doveva ottenere l'approvazione da parte del Senato.[50]
- Gli edili erano magistrati eletti per condurre gli affari interni di Roma, e spesso collaboravano con le più alte cariche magistratuali.[60] Questa carica non rientrava nel cosiddetto cursus honorum, e perciò non segnava l'inizio di una carriera politica. Ogni anno, due edili curuli (formati dal 367/366 a.C.) e due edili plebei (dal 471 a.C.) erano eletti. I comitia tributa, sotto la presidenza di un magistrato di grado più elevato (un console o un pretore), eleggevano i due edili curuli, i quali disponevano entrambi di una sedia curule, ma non dei littori e neppure del potere di coercitio.[61] Il Concilium plebis, invece, sotto la presidenza di un tribuno della plebe, eleggeva i due edili plebei. Tutti gli edili avevano ampi poteri sugli affari giornalieri interni alla città di Roma, compreso l'approvvigionamento della città di Roma,[23] e sul mantenimento dell'ordine pubblico.[60] Avevano potere sui mercati cittadini, sui giochi pubblici e gli eventi,[60] nel riparare e preservare i templi, fognature, acquedotti, mantenere i registri pubblici ed emettere pubblici editti.[62] Ogni spesa pubblica fatta da un edile curule o da un edile plebeo, doveva però essere autorizzata dal Senato.
- La carica di questore era considerata il più basso grado di tutte le maggiori cariche politiche romane. I questori erano eletti dai Comitia tributa,[60] normalmente prestavano assistenza sia ai consoli a Roma e chiamati perciò urbani, occupandosi dell'amministrazione del tesoro pubblico (l'aerarium Saturni), vale a dire delle entrate ed uscite finanziarie, spesso parlando pubblicamente dei saldi disponibili nella tesoreria;[52][63] oltre ai governatori provinciali, nelle attività finanziarie come loro segretari, come l'allocazione delle risorse o il pagamento delle armate provinciali.[60][64] I questori potevano emettere denaro pubblico per particolari necessità, solo se erano stati precedentemente autorizzati a farlo da parte del Senato.[50] Erano, quindi, assistiti da numerosi scriba, che collaboravano nel gestire la contabilità del tesoro centrale o provinciale.[63] Il tesoro costituiva un enorme deposito sia per i documenti sia per le riserve monetarie. Non a caso i testi delle leggi emanate o anche i decreti del Senato romano (senatus consultum), erano depositati nel tesoro sotto la custodia dei questori.

#### Magistrati plebei

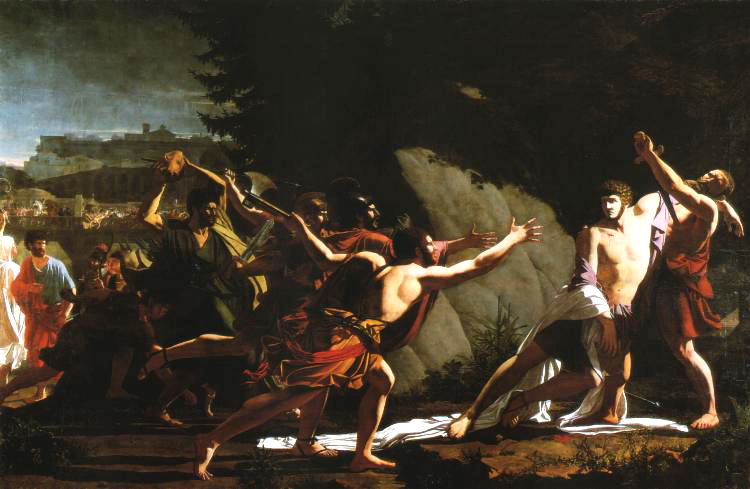
Morte di Gaio Sempronio Gracco (dipinto di Jean-Baptiste Topino-Lebrun, 1792).

Poiché sia i tribuni della plebe sia gli edili plebei erano eletti dal Concilium plebis, piuttosto che dall'intero popolo di Roma (che comprendeva anche i patrizi), non erano considerati dei veri e propri magistrati e non disponevano della maior potestas. Il termine "magistrato plebeo" (Magistratus plebeii) risulterebbe, pertanto, un uso improprio del termine. Erano considerati come rappresentanti del popolo, in modo che potessero esercitare un controllo popolare sugli atti del Senato (attraverso il loro potere di veto), salvaguardando la libertà civile di tutti i cittadini romani. Gli edili plebei rappresentavano in qualche modo gli assistenti dei tribuni, svolgendo spesso compiti similiari degli edili curuli (vedi sopra). Nel tempo, tuttavia, le differenze tra le edili plebei e curuli scomparvero.
Dal momento che i tribuni erano considerati l'incarnazione del ceto medio-basso (i plebei), erano per definizione sacrosancti. La loro sacrosanctitas era rafforzata da un impegno, preso con i plebei, di uccidere chiunque avesse danneggiato o interferito con una tribuno durante il suo mandato. Tutti i poteri dei tribuni derivavano dalla loro sacrosanctitas. Un'ovvia conseguenza di ciò fu che si considerava un'offesa capitale era di danneggiare un tribuno, l'ignorare il suo veto, o l'interferire con lui. La sacrosanctitas di un tribuno (e quindi anche tutti i suoi poteri giuridici) avevano effetto solo nella città di Roma. Se il tribuno era fuori dalle mura cittadine, i plebei in Roma non potevano far valere il loro giuramento di uccidere qualsiasi persona avesse danneggiato o interferito con il tribuno. Se un magistrato, un'assemblea o il Senato, non rispettavano le disposizioni di tribuno, quest'ultimo poteva interporre la sacrosanctitas della sua persona (intercessio) per fermare quella particolare azione. Qualsiasi resistenza contro il tribuno equivaleva a una violazione della sua figura sacra, e comportava la pena di morte. La loro mancanza di poteri magistratuali li rendeva indipendenti da tutti gli altri magistrati, tanto che nessun altro magistrato poteva porre il proprio veto contro un tribuno. In un paio di rare occasioni (ad esempio durante il tribunato di Tiberio Gracco), un tribuno poté utilizzare una forma di veto estremamente ampio su tutte le funzioni governative. E mentre un tribuno poteva porre il proprio veto contro ogni atto di Senato, assemblee o magistrati, poteva solo porre il veto alla legge, non alle misure procedurali vere e proprie. Per questi motivi, doveva essere fisicamente presente quando l'atto era presentato. Non appena il tribuno non era più presente, l'atto poteva essere completato, come se non fosse mai stato posto un veto.
I tribuni, i soli rappresentanti del popolo, avevano l'autorità di rinforzare il diritto della provocatio, che rappresentava una teorica garanzia di un giusto processo, ed un precursore del nostro habeas corpus. Se un magistrato minacciava di compiere un'azione contro un cittadino, quel cittadino poteva richiedere la formula giuridica della Provocatio ad populum, che significava sottoporre la decisione del magistrato a quella di un tribuno. Un tribuno doveva, quindi, valutare la situazione e dare al magistrato la sua approvazione prima che il magistrato potesse eseguire l'azione. A volte il tribuno portava il caso davanti al collegio dei tribuni o il Concilium plebis per valutarlo meglio. Qualsiasi azione intrapresa contro una valida ''provocatio'' era considerata illegale.

#### Magistrati straordinari

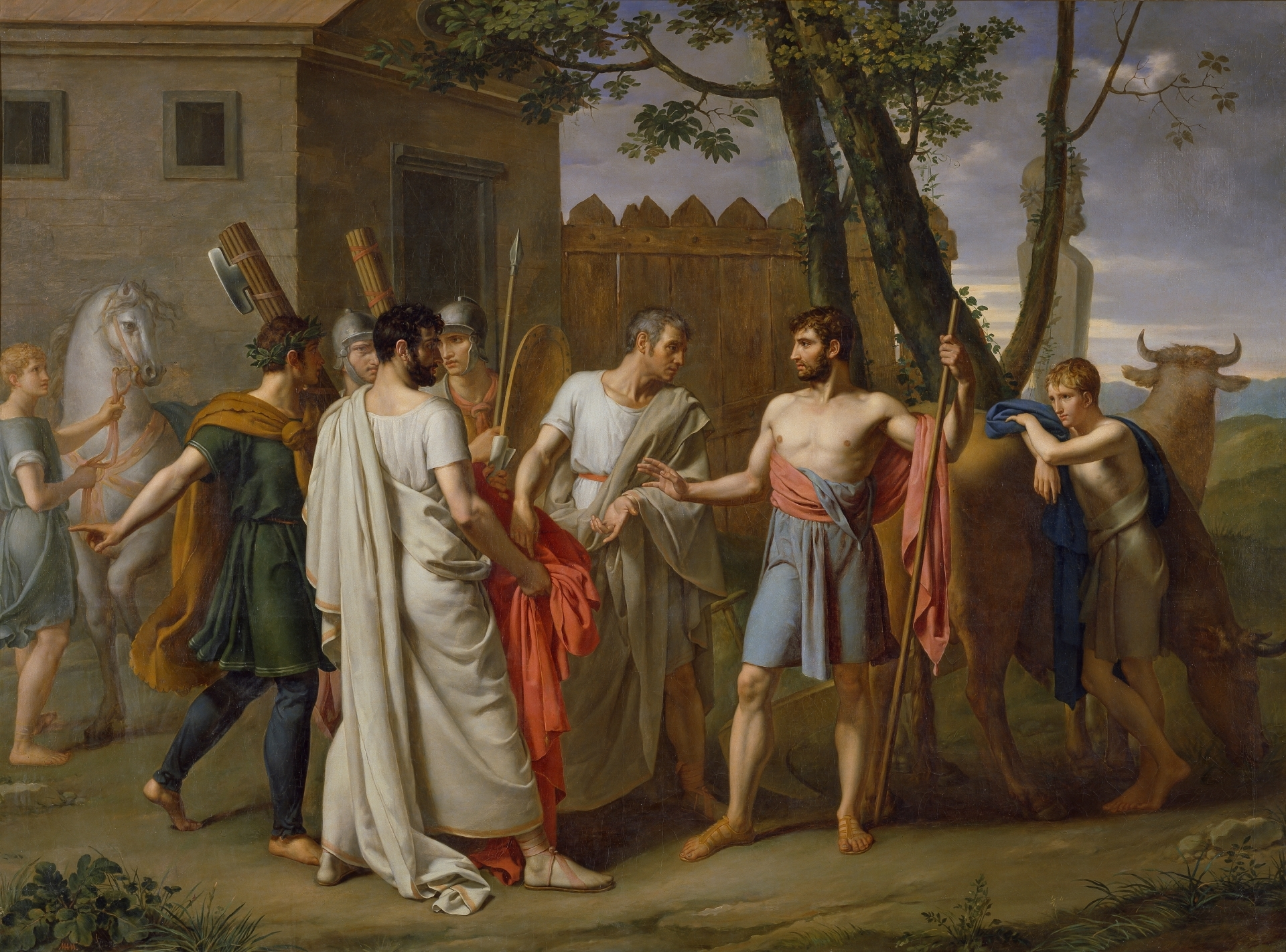
Cincinnato abbandona l'aratro per essere eletto dittatore (nel 456 a.C.) e combattere per Roma contro gli Equi

- In caso di estrema emergenza militare (o per altri motivi), era nominato un dittatore (magister populi) per soli sei mesi.[71][72] Il potere del dittatore sul governo di Roma era assoluto e non poteva essere controllato da nessuna istituzione o altro magistrato. E se Cicerone e Tito Livio ricordano l'utilizzo dei poteri militari durante una dittatura, altri, come Dionigi di Alicarnasso, ricordano l'utilizzo dei poteri per mantenere l'ordine durante la secessione della plebe.[72] Quando vi era l'estrema necessità di nominare un dittatore, il Senato emetteva un decreto (senatus consultum), che autorizzava i consoli a nominarne uno, il quale si insediava immediatamente. Spesso il dittatore rimaneva in carica fino a quando non era cessato il pericolo, per poi dimettersi e restituendo i poteri concessigli.[71] I magistrati ordinari (come consoli e pretori) rimanevano in carica, ma perdevano la loro indipendenza poiché diventavano dei subordinati del dittatore. Nel caso in cui avessero disubbidito agli ordini del dittatore, potevano anche essere costretti a dimettersi. E mentre un dittatore poteva ignorare il diritto della Provocatio, questo diritto, così come l'indipendenza dei tribuni della plebe, in teoria continuavano ad esistere anche durante il mandato del dittatore.[73] Il suo potere equivaleva alla somma dei poteri di due consoli insieme, senza alcun controllo sul suo operato da parte di alcun organo di governo. Così, quando vi era questa necessità, è come se per sei mesi Roma tornasse al periodo monarchico, con il dittatore che prendeva il posto dell'antico Rex. Egli era poi accompagnato da ventiquattro littori fuori dal pomerium[74] e dodici al suo interno (esattamente come in precedenza accadde al re), al contrario un console da soli dodici fuori dal pomerium o sei al suo interno. Il normale governo era sciolto e tutto passava nelle mani del dittatore, il quale aveva potere assoluto sulla res publica.[75] Egli nominava quindi un Magister equitum (comandante della cavalleria) da utilizzare come suo giovane subordinato.[76][77] Quando le condizioni di emergenza terminavano, il normale governo costituzionale era restaurato. L'ultimo dittatore ordinario che si ricorda venne nominato nel 202 a.C. Dopo questa data le emergenze estreme vennero gestite attraverso un decreto senatoriale (senatus consultum ultimum). Ciò sospendeva il normale governo civile e dichiarava la legge marziale,[78] investendo i due consoli del potere dittatoriale. Ci sono molti motivi per questo cambiamento. Fino al 202 a.C., i dittatori erano spesso nominati per sedare i disordini della plebe. Nel 217 a.C., passò una legge che diede alle assemblee popolari il diritto di nominare i dittatori. Ciò, di fatto, eliminò il monopolio dell'aristocrazia (nobilitas), che vi era stato fino a quel momento. In aggiunta, una serie di leggi venner approvate, dove posero ulteriori controlli al potere del dittatore.[78]
- Ogni dittatore nominava un magister equitum ("comandante della cavalleria), che lo servisse come suo luogotenente.[77] Egli deteneva un'autorità costituzionale (imperium) pari ad un pretore, e spesso, quando era nominato un dittatore, il senato specificava che doveva essere nominato anche un magister equitum. Egli aveva funzioni similari ad un console, quindi subordinato al dittatore.[79] Quando scadeva il mandato del dittatore, allo stesso modo cessava anche quello del comandante della cavalleria.[77] Spesso il dittatore prendeva il comando della fanteria (quindi delle legioni), mentre al magister equitum rimaneva quello della cavalleria (disposta alle ali dello schieramento romano).[77] Il dittatore non era quindi eletto dal popolo, ma come abbiamo visto sopra da un console. A sua volta il magister equitum era un magistrato nominato direttamente dal dittatore.[3] Tanto che entrambi questi magistrati possono essere definiti come "magistrati straordinari".

### Magistrati esecutivi in epoca alto imperiale (31 a.C. - 284 d.C.)
I magistrati esecutivi dell'alto Impero romano erano eletti individualmente durante il periodo imperiale.

#### Imperatore

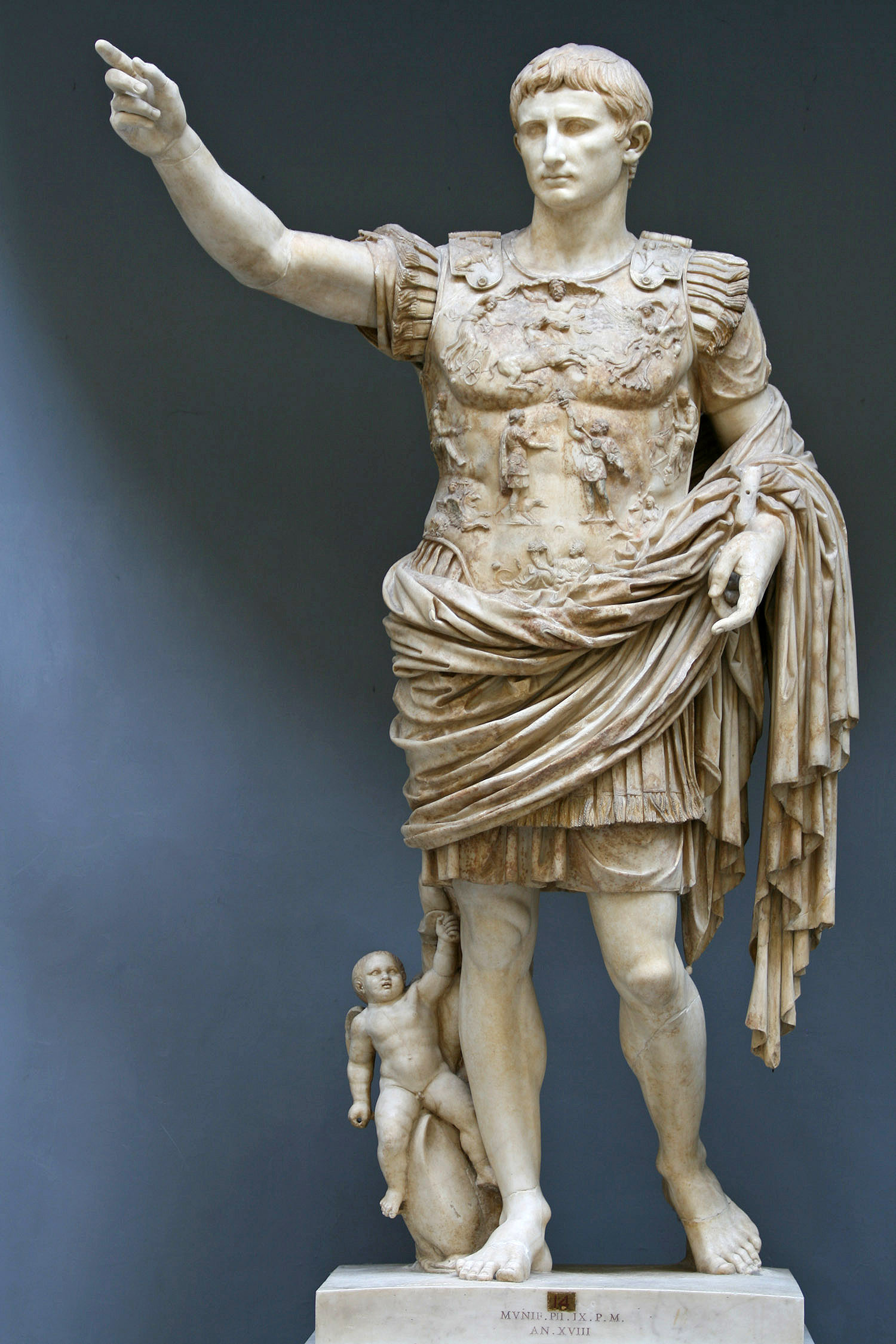
Statua di Augusto (il primo imperatore romano), detta "Augusto di Prima Porta" o "Augusto loricato", custodita ai Musei Vaticani.

Esisteva di nuovo il potere dell'imperatore, il princeps (nel significato anche di Princeps senatus), in virtù del suo significato giuridico (imperium). Le due più significative componenti di questo imperium erano: la tribunicia potestas (potere tribunizio) e l'imperium proconsulare (comando proconsolare). In teoria, i poteri tribunizi (che erano simili a quelli dei tribuni della plebe del periodo repubblicano) diedero all'imperatore l'autorità sul governo civile di Roma, il potere proconsolare (simile a quello dei governatori militari o dei proconsoli, sotto la vecchia repubblica) gli diede l'autorità sopra le forze armate; mentre questa distinzione risultò sufficientemente evidente durante il periodo alto imperiale, alla fine venne perduta ed i poteri dell'imperatore divennero meno costituzionale e più monarchici.
In virtù del suo potere proconsolare, l'imperatore deteneva il comando militare che in epoca repubblicana era stato attribuito ai magistrati più alti in grado, vale a dire consoli e proconsoli. Tuttavia, l'imperatore non era soggetto alle restrizioni costituzionali che consoli e proconsoli avevano, come la limitazione temporale del loro mandato. L'imperatore, infatti, aveva un uso prolungato di questi poteri che non aveva precedenti. Allo stesso non era richiesto di osservare la collegialità nel condividere il potere, non avendo un collega, e non subendone così un eventuale veto. Eventualmente gli fu attribuito un ulteriore potere che, sotto la Repubblica, spettava a solo al Senato o alle assemblee popolari, come il potere di dichiarare la guerra, il ratificare i trattati ed il negoziare con i leader stranieri. I decreti proconsolari dell'imperatore, diedero allo stesso un'autorità militare al di sopra di tutti i governatori provinciali, ed anche sopra tutte le armate romane. Sotto l'alto Impero, l'Imperatore comandava, infatti, sia le province proconsolari (non pacatae), mentre il Senato comandava le province pretorie pacatae.
Il potere tribunizio gli diede, invece, un potere superiore a tutti i magistrati nell'ambito civile (anche se forse l'aspetto più utile del potere tribunizio era il prestigio associato alla carica), nonché il potere di presiedere e, quindi, dirigere le assemblee popolari ed il Senato. Quando un imperatore ere investito del potere tribunizio, la sua figura e funzione diventavano sacrosanta, tanto che divenne reato capitale, oltraggiare o ostacolare l'imperatore, perfino parlar male dell'imperatore. E questo potere durava per la vita, a differenza di quanto accadeva per i tribuni della plebe repubblicani, che avevano un mandato temporaneo.
L'imperatore aveva anche l'autorità per svolgere una serie di funzioni che, sotto la repubblica, appartenevano alla censura, come quella di ordinare la raccolta delle tasse, garantire i pubblici contratti, regolare la moralità pubblica (censura), realizzare un censimento, dare la cittadinanza romana a chiunque volesse, assegnare individui ad una classe sociale piuttosto che ad un'altra (tra ordine senatorio, equestre o plebei), compresa la gestione, e quindi il controllo, sull'ordine senatorio. L'imperatore aveva anche il potere di interpretare le leggi e creare dei precedenti giurisprudenziali, che egli faceva emettendo edicta, decreta, o rescripta. Gli Edicta affrontavano questioni solitamente associate con l'esercito, il tesoro o gli approvvigionamenti di cibo; i decreta erano decisioni giuridiche; i rescripta erano emessi in risposta alle domande importanti chieste da privati cittadini.
Se sotto la repubblica, l'aerarium Saturni era posto sotto il controllo del Senato, in epoca imperiale il Senato, pur mantenendone il controllo, questo diminuì nel corso del tempo. L'imperatore Augusto stabilì due nuovi tesosri, che i futuri imperatori avrebbero controllato, chiamati fiscus Caesaris e aerarium militare. Il fiscus Caesaris rimpiazzò l'aerarium Saturni e diventarono il principale tesoro di Roma. L'aerarium militare era di minore importanza, e la sua sola funzione significativa era di ottenere i finanziamenti per distribuire le paghe per l'esercito. In aggiunta, l'imperatore controllava le istituzioni religiose, tanto che diveniva in automatico, come princeps, Pontifex Maximus, oltre che membro di ciascuna delle quattro principali classi sacerdotali.

#### Cursus honorumdelle antiche cariche magistratuali
Sotto l'alto Impero, i cittadini erano divisi in tre classi, e i membri di ciascuna classe potevano fare una ben distinta carriera politica, chiamata cursus honorum. Le magistrature tradizionali erano disponibili solo per quei cittadini dell'ordine senatorio. Le magistrature che sopravvissero alla fine della Repubblica erano, in ordine di importanza nel cursus honorum: il consolato, la pretura, il tribunato plebeo, l'edilità, la questura e il tribunato militare.
Il primo passo di una carriera politica era l'elezione alla questura, ed i candidati dovevano aver compiuto il ventiquattresimo anno di età. L'elezione alla questura, permetteva di entrare ufficialmente in Senato. Dopo aver servito come questore, dovevano attendere almeno un anno prima di continuare la loro carriera politica ed aspirare ad una carica più elevata, che era di tribuno della plebe oppure di edile. Dopo aver ricoperto una di questi due uffici, dovevano attendere un altro anno prima di accedere ad una carica più elevata, di pretore. I patrizi potevano accedere direttamente, facendo parte della nobilitas, all'elezione di pretore, subito dopo quella di questore, senza dove ricoprire in precedenza la carica di tribuno o edile. Comunque non potevano accedere alla pretura prima dei trent'anni, che fossero patrizi o plebei. Dopo aver ricoperto la carica di pretore, dovevano attendere due anni prima di poter accedere al consolato, tanto che la loro candidatura non poteva avvenire prima di aver compiuto i trentatré anni di età. Al termine del loro mandato, i magistrati potevano correre di nuovo per la stessa carica quasi da subito.
Se un individuo non era dell'ordine senatorio, poteva competere per una di queste cariche magistratuali, se gli era permesso dall'imperatore, o in altro modo, poteva essere nominato ad uno di questi uffici dall'imperatore stesso. Durante il passaggio dalla Repubblica all'Impero, nessuna magistratura perse più potere del consolato, e ciò fu dovuto al fatto che i suoi principali poteri repubblicani vennero trasferiti a quelli dell'Imperatore. Il consolato perse, inoltre, ulteriormente prestigio per il fatto che i consoli dovevano dare le dimissioni prima del termine del mandato; o che venissero nominati dall'imperatore prima del termine (33 anni), indebolendo di fatto la loro indipendenza ed il prestigio. I consoli imperiali potevano ora presiedere il Senato, legiferare come giudici in certe cause penali e avevano il controllo sopra gli spettacoli pubblici, ma l'autorità consolare non si estendeva mai al di là della amministrazione civile in Italia o nelle province senatoriali. Augusto proibì che si inviassero magistrati nelle province, dopo che questi avessero deposto il loro incarico; stabilì che fosse assegnata un'indennità fissa ai proconsoli per i loro muli e tende, che normalmente erano aggiudicati pubblicamente.
Anche i pretori persero una buona parte del loro potere, avendo poca autorità al di fuori della città. Il pretore di Roma, il praetor urbis, venne posto al di sopra di tutti gli altri pretori. Per un breve periodo (sotto Augusto), alla pretura venne affidato il tesoro (aerarium). Giulio Cesare aveva incrementato il loro numero fino a sedici, ma poi Augusto lo aveva ridotto a dodici. Sotto Claudio il numero raggiunse il suo massimo con diciotto. I pretori presiedettero la giuria nei "tribunali permanenti" (quaestio perpetua). L'irrilevanza della pretura divenne evidente quando l'imperatore Adriano emanò un decreto (edictum perpetuum), che spogliava i pretori della loro autorità di emettere editti e trasferire la maggior parte delle loro competenze giudiziarie ai Consoli o ai giudici dei tribunali distrettuali.
Sotto l'Impero, i tribuni della plebe mantennero la sacrosanctitas, e, in teoria almeno, il potere di convocare, o di porre il veto, su senato e assemblee. L'imperatore, che anch'egli deteneva la tribunicia potestas, era a capo del collegio dei tribuni, e se tecnicamente ciascun tribuno poteva porre il proprio veto contro un collega, nessun tribuno poteva opporsi ad una decisione dell'imperatore. Con quest'ultimo non esisteva alcun veto. Anche il potere del tribuno sulle assemblee romane non aveva più significato, poiché le stesse avevano ormai perduto tutti i loro antichi poteri. Il solo potere reale che avevano era quello di porre il proprio veto contro il Senato. I tribuni avevano anche il potere di infliggere ammende, ed i cittadini potevano sempre chiedere loro di impugnare decisioni ingiuste sia in sede penale che civile.
Quando Augusto divenne imperatore, venivano eletti normalmente quaranta questori all'anno, ma Ottaviano preferì ridurre il loro numero a venti. Poi divise il collegio dei questori in due parti, assegnando ad una parte il compito di servire nelle province senatoriali, all'altro di gestire l'amministrazione civile a Roma. I questori che vennero assegnati alle province (quaestores pro praetore) gestivano le finanze provinciali date dal senato o dall'imperatore. I due questori urbani (quaestores urbani) avevano autorità sul tesoro in Roma (aerarium Saturni), che fungeva sia da deposito per i fondi statali, sia per i documenti ufficiali. Nel 56, i questori persero la loro autorità sul tesoro statale, ma mantennero quella sulla custodia dei documenti ufficiali.
Giulio Cesare aveva incrementato il numero di edili a sei, e se Augusto lo mantenne invariato, dispose che perdessero il controllo sugli approvvigionamenti del grano, a vantaggio di altri magistrati. Fu solo dopo aver perso il potere di mantenere l'ordine in città, che questi divennero privi di potere e la magistratura scomparve del tutto nel corso del III secolo.

### Magistrati esecutivi in epoca tardo imperiale (284 - 476 d.C.)

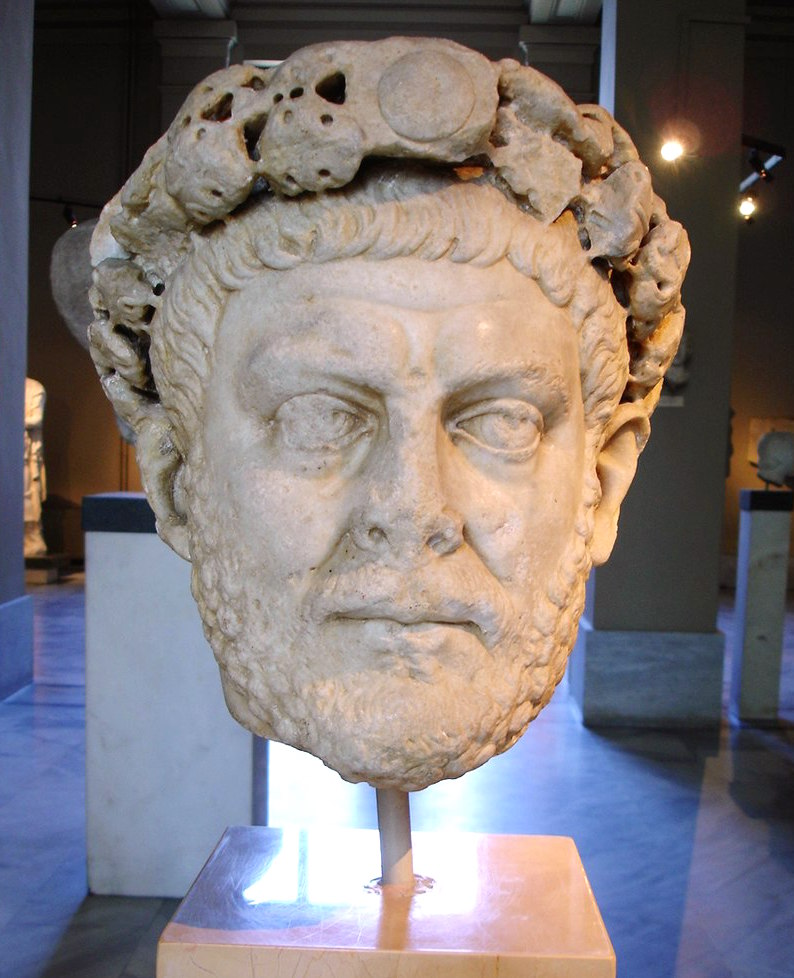
Busto dell'imperatore romano, Diocleziano, che abolì di fatto il principato.

Lo spostamento della sede di governo dell'Impero romano da Roma a tutta una serie di altre sedi imperiali, ultima delle quali fu Costantinopoli, ridusse il Senato romano al limitato ruolo di semplice organo cittadino. Diocleziano aveva anche interrotto la pratica di ottenere una ratifica formale da parte del Senato dei poteri imperiali del nuovo imperatore. E se la riforma tetrarchica portò a privare il Senato di tutti i poteri legislativi, allo stesso tempo le magistrature risultarono sempre più insignificanti.
I magistrati esecutivi erano stati ridotti a poco più di semplici funzionari comunali, già dagli inizi della crisi del III secolo, tanto che la riforma dioclezianea non fece altro che attestare uno stato di fatto. I consoli potevano solo presiedere il Senato, il pretore ed i questori potevano gestire solo i giochi pubblici, anche se il pretore conservò una certa autorità giurisdizionale, seppur limitata. Tutti gli altri magistrati scomparvero. I primi due consoli di ciascun anno (consules ordinarii) venivano nominati dall'Imperatore e rimanevano in carica fino al 21 aprile (giorno della nascita di Roma), tutti gli altri consoli dello stesso anno (consules suffecti) venivano eletti dal Senato. Quest'ultimo eleggeva pretori e questori, ma ogni elezione doveva poi essere ratificata dagli Augusti o Cesari.